# Tammelund
Tammelund [-lúnd] (fi. Tammisalo) är en ö och en stadsdel i Hertonäs distrikt i Helsingfors. 
Tammelund är en stadsdel som består av småhusbebyggelse. Stadsdelen är känd för att vara en lugn stadsdel där välbärgade människor bor. 
Namnet Tammelund är känt sedan slutet av 1700-talet, då som Tammerlund. Området har också varit känt som Klobben. Det finska namnet Tammisalo befästes i stadsplanen år 1950. 
Tammelund fick sin början år 1888 när området avskiljdes från Hertonäs gård då Karl Zachris Bergbom avstod från sin andel i gården och fick Tammelund som kompensation. Fram till 1920-talet var området landsbygd och fungerade som sommarvistelse för herrskap. Man började parcellera området från och med 1920-talet. På 1950- och 1960-talen uppstod småhusstadsdelen Tammelund då man började bredda och asfaltera sandvägarna. 

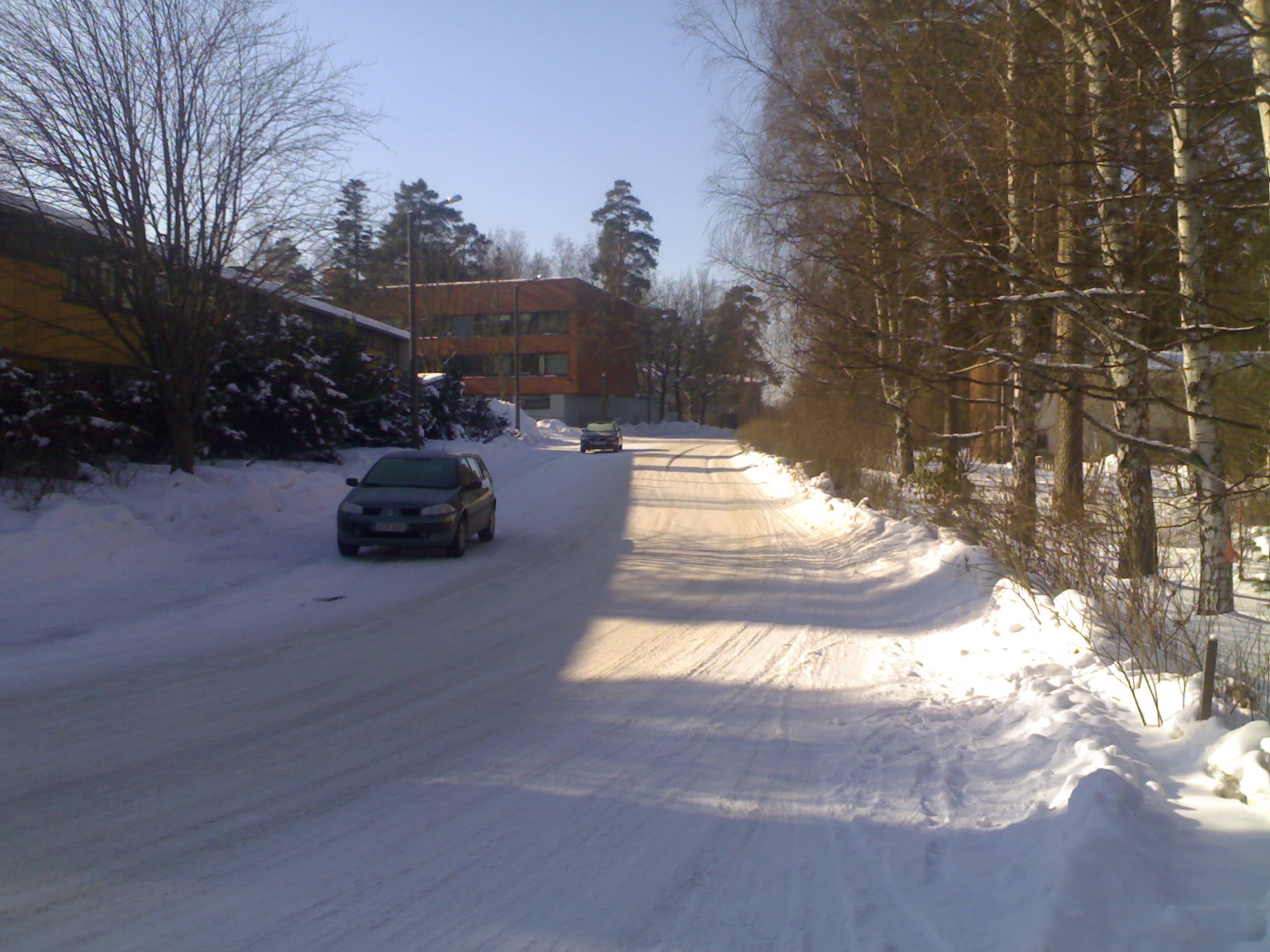
Tallklobbsvägen
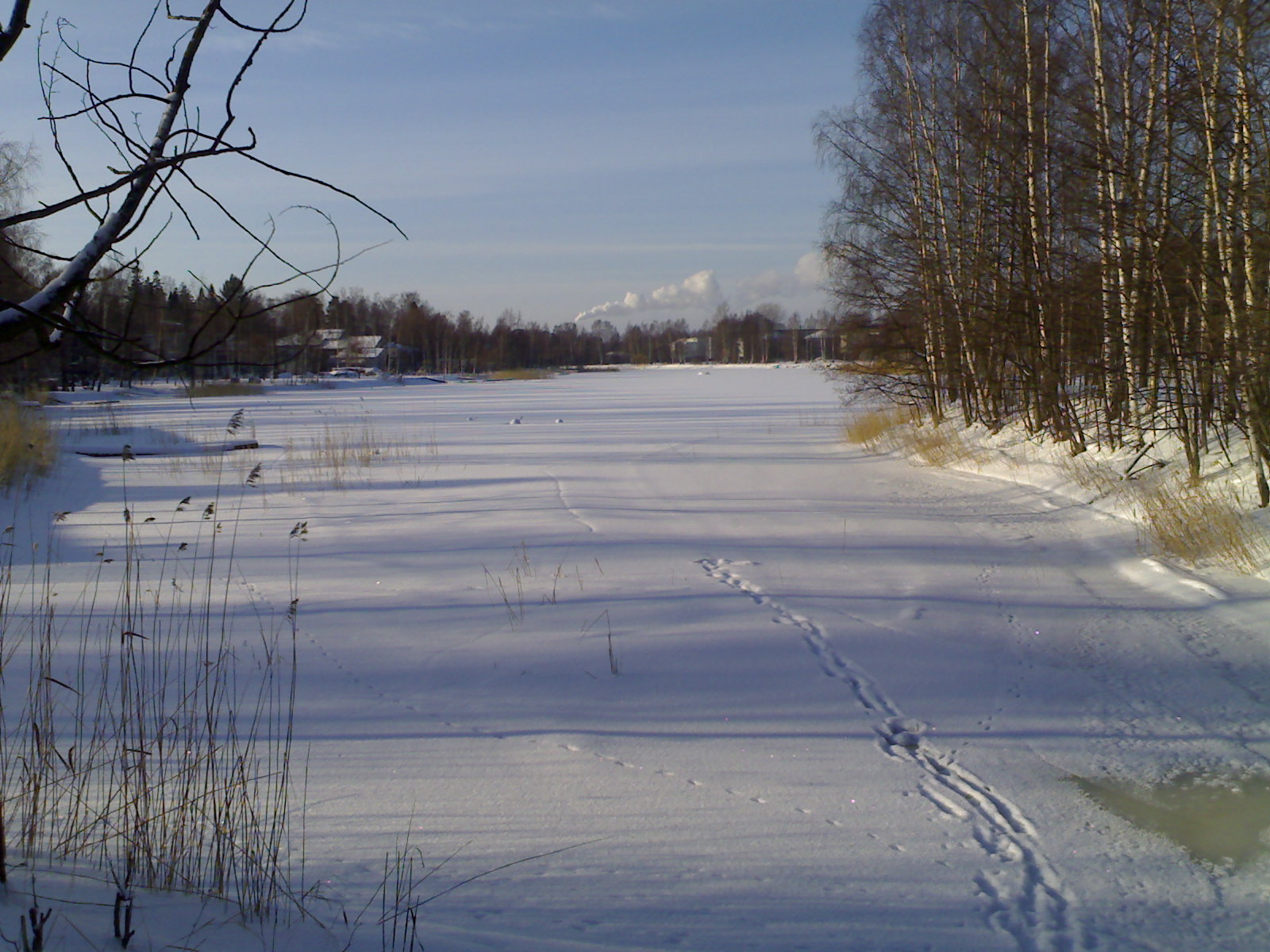
Poroviken på vintern
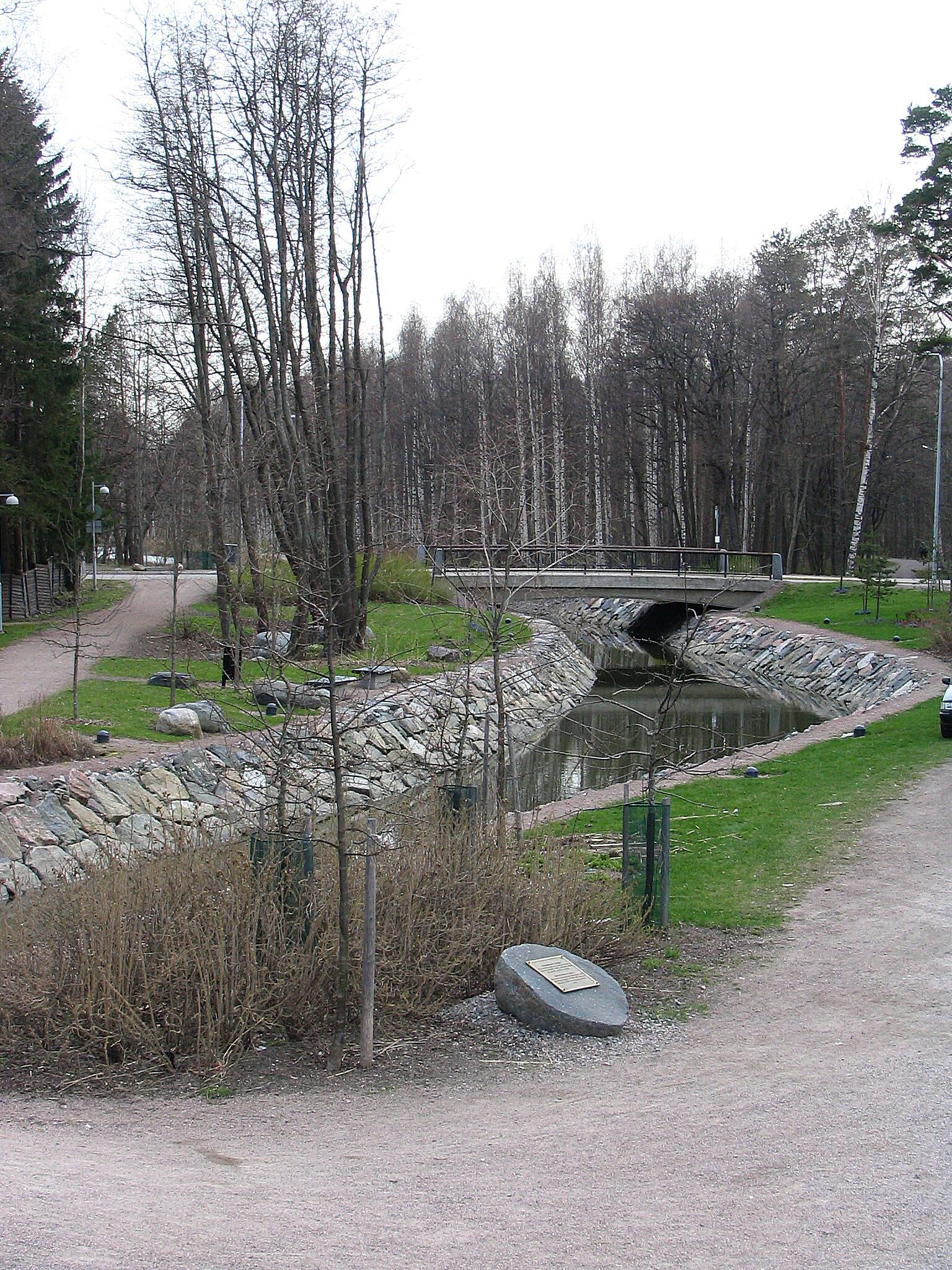
Tammelunds kanal